# Boris Zajtsev
Boris Konstantinovitj Zajtsev (ryska: Борис Константинович Зайцев), född 10 februari (gamla stilen: 29 januari) 1881 i Orjol, död 28 januari 1972 i Paris, var en rysk författare.
Zajtsev tillhörde en adelsfamilj, som härstammar från tatarisk släkt med insprängning av polskt blod. Han växte upp på landet i Kalugatrakten och bedrev sedan något oordnade, av relegationer avbrutna studier vid olika läroanstalter. Han debuterade kring sekelskiftet med några smärre noveller, utgav 1906–11 även tre band berättelser och publicerade 1913 den stora romanen Dalnij kraj (Fjärran land). Efter oktoberrevolutionen publicerade han bland annat en del skisser med italienska motiv, men tilläts 1922 av hälsoskäl att resa till Paris, där han sedan stannade.
Till skillnad från flertalet av de förrevolutionära ryska författarna behärskades Zajtsev av lugn, harmonisk optimism; hans berättelser, som ofta är något entoniga och innehållstomma och vilkas personer ofta saknar skarpt utpräglade individuella drag, utmärks för betagande enkelhet, varma, melodiska tonfall och en kristallklar idealism. De utgör samt och synnerligen stillsamma hymner till livet, som trots alla olyckor är skönt endast därför, att det är liv, och till naturen, vars åskådande ger ro åt jäktade nutidsmänniskor – så finner hjälten i Fjärran land, revolutionären Petja, då han försjunker i naturen, där den sanning att leva på, som de revolutionära doktrinerna och striderna ej kunnat ge honom. Zajtsev var i högre grad än andra samtida ryska författare exklusivt rysk; en av de få av dem, som undgick starkare påverkan av Fjodor Dostojevskij, tog han så mycket kraftigare intryck av Ivan Turgenjev, Lev Tolstoj och delvis Anton Tjechov.
På svenska finns Athos: en pilgrimsresa år 1927 till den legendariska klosterhalvön i Egeiska havet som är den himmelska jungfrun Guds moder Marias jordiska förläning (översättning Gabriella Oxenstierna, Åsak, 1991)